# Severokarolínská univerzita v Chapel Hill

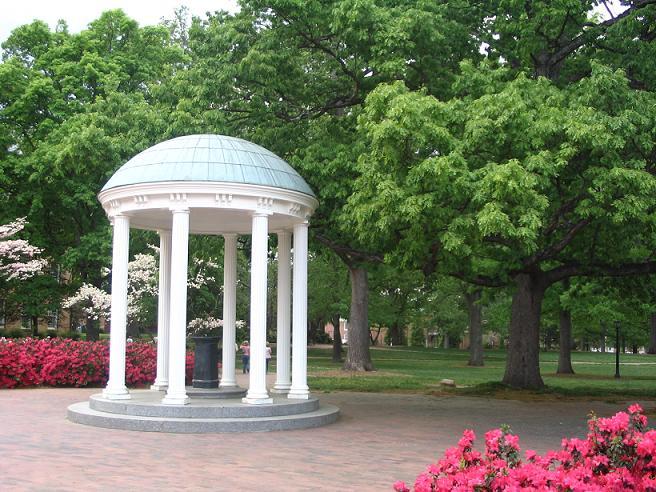
University of North Carolina at Chapel Hill

Severokarolínská univerzita v Chapel Hill (anglicky University of North Carolina at Chapel Hill) je světoznámá univerzita v Chapel Hill v americkém státě Severní Karolína.

## Významní absolventi
- Charles Brady – astronaut
- Michael Jordan – basketbalista

## Vyučující
- Jan Hannig – docent statistiky (syn Petra Hanniga)[zdroj?]